# Jaera striata
Jaera striata är en fjärilsart som beskrevs av Druce 1904. Jaera striata ingår i släktet Jaera och familjen juvelvingar. Inga underarter finns listade i Catalogue of Life.